# Agrochola scabra
Agrochola scabra là một loài bướm đêm trong họ Noctuidae.